# Ceredigion League
Ceredigion League (còn có tên là The Costcutter Ceredigion League vì lý do tài trợ) là một giải bóng đá Wales ở hạt Ceredigion, nằm ở cấp độ 5 trong Hệ thống giải bóng đá Wales. Giải được thành lập năm 1921 với tên gọi Cardiganshire League ở Lampeter. Mười đội bóng sáng lập bao gồm Aberaeron, Aberystwyth Battery, Conservative FC, College Dự bị, Drefach, Lampeter, Llanybydder, Newcastle Emlyn, Padarn United và Parish Hall United. Newcastle Emlyn rút khỏi giải mà không thi đấu trận nào.

## Ceredigion League Hạng Nhất
Hiện tại có 12 đội bóng Hạng Nhất, mỗi đội thi đấu 11 trận sân nhà và 11 trận sân khách. Nếu một đội bóng thăng hạng từ Ceredigion League Hạng Nhất sẽ tham gia Spar Mid Wales League (phải có điều kiện sân bãi phù hợp)
Có 3 giải đấu khác song song với Ceredigion League góp đội cho Spar Mid Wales League. Đó là Aberystwyth League, Montgomeryshire League và Mid Wales South League.
Các đội bóng sau hiện tại đang thi đấu ở Ceredigion League Hạng Nhất mùa giải 2014–15.
| Đội bóng        | Sân nhà                      | Vị thứ mùa giải 2013–14           |
| --------------- | ---------------------------- | --------------------------------- |
| Aberporth       | Civil Service Ground         | thứ 7                             |
| Bargod          | Parc Puw                     | thứ 10                            |
| Cardigan        | King George V Playing Fields | thứ 5                             |
| Crannog         | Gwersyll yr Urdd             | thứ 4                             |
| Felinfach       | Felinfach Playing Fields     | thứ 2 Hạng Nhì                    |
| Lampeter        | North Road                   | thứ 3                             |
| Llanboidy       | Cae Dandry                   | thứ 1 Hạng Nhì                    |
| Llandysul       | Llandysul Park               | thứ 6                             |
| Maesglas        | Maes Radley                  | thứ 9                             |
| Newcastle Emlyn | Parc Emlyn                   | thứ 19 Welsh Lge Div 3 Xuống hạng |
| New Quay        | Parc Arthur                  | thứ 8                             |
| St. Dogmaels    | School Field                 | thứ 2                             |

## Ceredigion League Hạng Nhì
Mỗi đội thi đấu 11 trận sân nhà và 11 trận sân khách, 2 đội đứng đầu sẽ lên chơi Hạng Nhất (miễn là đội chính của họ không thi đấu ở Hạng Nhất) và các đội bóng dự bị đứng ở 2 vị thứ cuối sẽ xuống hạng Reserve Cup.
Các câu lạc bộ sau thi đấu ở Hạng Nhì mùa giải 2014-15.
| Đội bóng                     | Sân nhà                  | Vị thứ mùa giải 2013-14 |
| ---------------------------- | ------------------------ | ----------------------- |
| Aberaeron Dự bị              | Square Field             | thứ 11 Hạng Nhất        |
| Bargod Rangers Dự bị         | Parc Puw                 | thứ 9                   |
| Cilgerran                    | Parc y Dre               | thứ 5                   |
| Dewi Stars                   | Llanddewi Playing Fields | thứ 4                   |
| Ffostrasol                   | Troedyrhiw Park          | thứ 6                   |
| Lampeter Dự bị               | North Road               |                         |
| Newcastle Emlyn Dự bị        | Parc Emlyn               | thứ 1 Hạng Nhất         |
| New Quay Dự bị               | Parc Arthur              | thứ 10                  |
| Pencader                     | Pencader Park            | Câu lạc bộ mới          |
| Saron                        | Saron Playing Fields     | thứ 3                   |
| St Davids University College | College Fields           | thứ 7                   |
| St Dogmaels Dự bị            | School Field             | thứ 8                   |

## Ceredigion League Reserve Cup
Mỗi đội thi đấu 8 trận sân nhà và 8 trận sân khách trước khi top 4 sẽ đấu playoff tranh suất lên chơi Hạng Nhì. Một đội chỉ có thể lên hạng khi đội chính của họ không chơi ở Hạng Nhì. Số đội thăng hạng phụ thuộc vào số đội dự bị xếp ở 2 vị thứ cuối của Hạng Nhì.
Các đội sau thi đấu tại Reserve Cup mùa giải 2014-15.
- Aberporth Dự bị
- Cardigan Dự bị
- Crannog Dự bị
- Felinfach Dự bị
- Ffostrasol Dự bị
- Llanboidy Dự bị
- Llandysul Dự bị
- Maesglas Dự bị
- Pencader Dự bị
- St. David's University College Dự bị

## Giải đấu Cúp
Các đội ở Ceredigion League có thể tham gia vào 6 giải cúp khác nhau;
- Bay Cup – chỉ dành cho đội chính.
- League Cup – chỉ dành cho đội chính và đội dự bị không có đội chính thi đấu ở giải này (Newcastle Emlyn III, Aberaeron Dự bị).
- Cwpan Ceredigion – dành cho các đội giống nhau tham gia ở League Cup, với Aberystwyth League.
- Percy Eldridge Cup – chỉ dành cho đội dự bị không có đội chính thi đấu trong giải (không phải Newcastle Emlyn III hay Aberaeron Dự bị).
- South Cards Cup – dành cho tất cả các đội ở Hạng Nhì và các đội ở Reserve Cup không có đội chính ở Hạng Nhì.
- J.Emrys Morgan Cup – dành cho các đội giống nhau tham gia ở League Cup, với Aberystwyth League, Montgomeryshire League và Mid Wales South League.